# Charles Massi
Charles Massi (nascido em 25 de julho de 1952 em Baboua, Nana-Mambéré) foi um militar e político centro-africano. Ocupou em várias ocasiões o posto de ministro sob as presidências de Ange-Félix Patassé e François Bozizé, quando passou para a oposição e assumiu a liderança de um movimento rebelde ativo no norte do país.
Massi serviu como ministro durante a década de 1990, primeiro como Ministro da Energia de 1993 a 1996 e depois Ministro da Agricultura entre fevereiro e dezembro de 1997, e novamente ocupou ministérios de 2005 a 2008. Também foi presidente do partido Fórum Democrático para a Modernidade (FODEM) de 1997 a 2008. Tornou-se um líder rebelde em 2008, liderando a Convenção dos Patriotas pela Justiça e Paz (CPJP).
Foi preso no Chade no início de 2010 e entregue às autoridades centro-africanas, sendo aparentemente morto pelo governo em circunstâncias pouco claras sob custódia em Bangui em Janeiro de 2010.